# CANSA FC.20
CANSA FC.20 là một loại máy bay cường kích/ném bom trinh sát hai động cơ của Ý, được thiết kế chế tạo năm 1941.

## Biến thể
FC.20
FC.20bis
FC.20ter
FC.20quater

## Tính năng kỹ chiến thuật (FC.20bis)
Dữ liệu lấy từ Italian Civil and Military Aircraft 1930-1945
Đặc tính tổng quan
- Chiều dài: 12,18 m (40 ft 0 in)
- Sải cánh: 16,00 m (52 ft 6 in)
- Chiều cao: 3,81 m (12 ft 6 in)
- Diện tích cánh: 40,0 m2 (431 foot vuông)
- Trọng lượng có tải: 6.820 kg (15.035 lb)
- Động cơ: 2 × Fiat A.74 R.C.38 , 630 kW (840 hp)  mỗi chiếc

Hiệu suất bay
- Vận tốc cực đại: 420 km/h; 227 kn (261 mph)
- Vận tốc hành trình: 340 km/h; 183 kn (211 mph)
- Tầm bay: 1.150 km (715 mi; 621 nmi)
- Trần bay: 6.934 m (22.750 ft) [2]

Vũ khí trang bị

- Súng: 1 × pháo Breda 37 mm (1.46 in); 3 × súng máy 12,7 mm (0.5 in)
- Bom: 2 × quả bom 160 kg (352 lb); 126 × quả bom chống bộ binh loại 2 kg (4.4 lb).